# Stonařov
Stonařov (németül Stannern) város a Jihlavai járásban, a Cseh–Morva-fennsík déli részén.

## Történelme
A falu a 12. században alakult. Első írásos említése 1347-ből származik. 1530-ban tulajdonosai eladták a települést a szomszédos Jihlava városnak. 1782-ben fontos kereskedelmi kiváltságokat szerzett, amely a korábban (1750-es években) kialakított Prága-Bécs kereskedelmi útnak volt köszönhető.
1808. május 22-én meteorit csapott a városba. A meteorit később a Stannern nevet kapta. 

## Lakosság
1850-ben 2009 lakosa volt, amely a következő évtizedekben folyamatosan csökkent. Ennek okai, többek között két tűzvész 1900-ban és 1901-ben. Az első világháború előtt kedvelt turistahelyként tartották számon. A második világháború után azonban elűzték a település német ajkú lakosait. 2004-ben 927 lakosa volt.

## Gazdaság
Gazdaságát nagyrészt a mezőgazdaság teszi ki, aminek bevételeit textilgyártással egészítik ki. Két textilgyár is található a városban. Mindkettőt a 19. század végén építették. 

## Híres szülöttei
- 1892: Arthur Seyß-Inquart, osztrák politikus, majd Hollandia helytartója, akit a nürnbergi perben bűnösnek találtak és kivégeztek.[2]

## Népesség
A település népessége az elmúlt években az alábbi módon változott:
| Lakosok száma | 1856 | 1725 | 1371 | 1014 | 993  | 926  | 1072 | 1090 | 1096 | 1104 |
|               | 1869 | 1890 | 1921 | 1950 | 1980 | 2001 | 2017 | 2019 | 2022 | 2024 |

## Egyéb
2007. június 7-én a 61208-as aszteroidát a városról nevezték el.

## Látnivalók
- A Szentháromság Temető Kápolna
- Egyeztető Kő
- Paplak

## Galéria

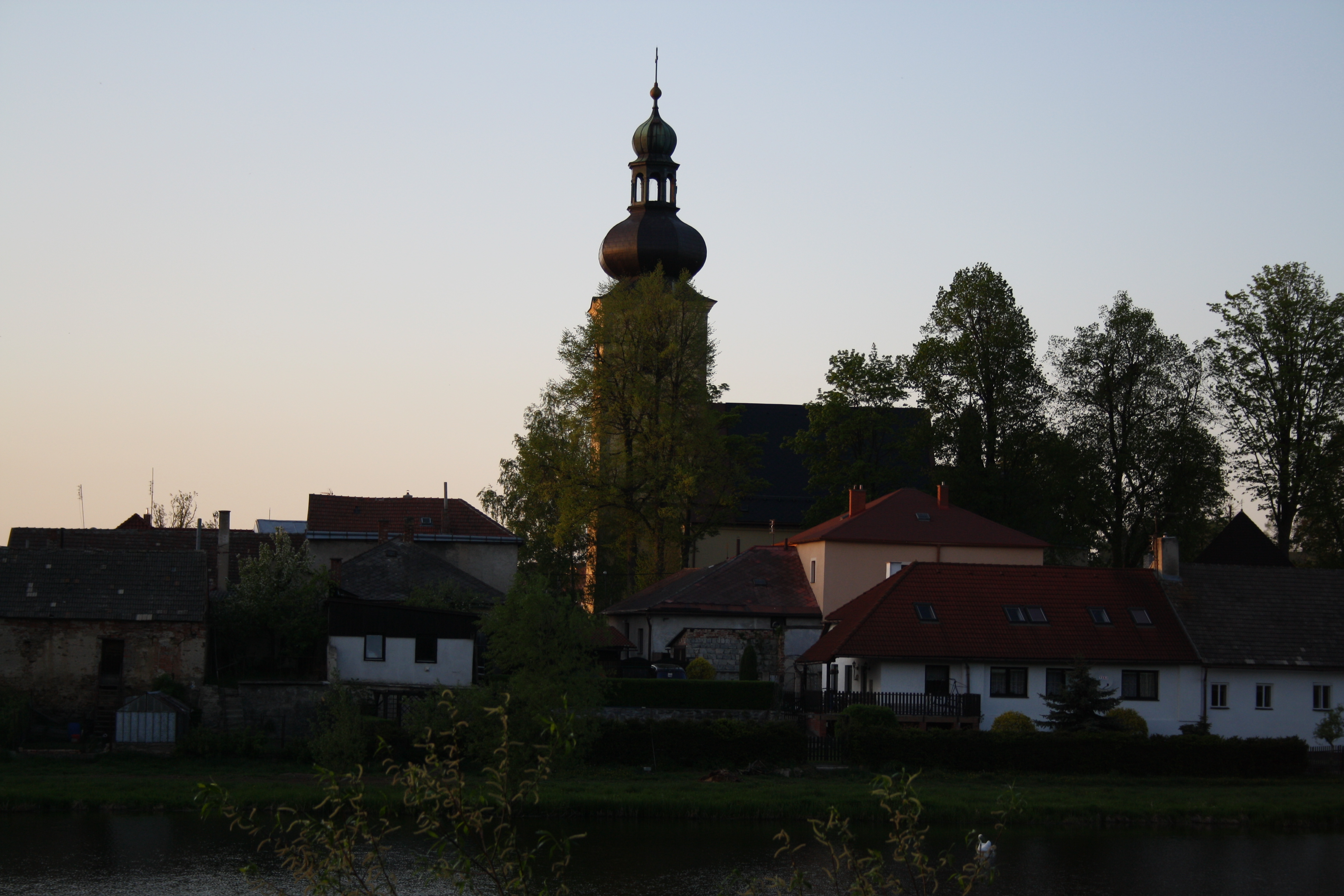
Templom
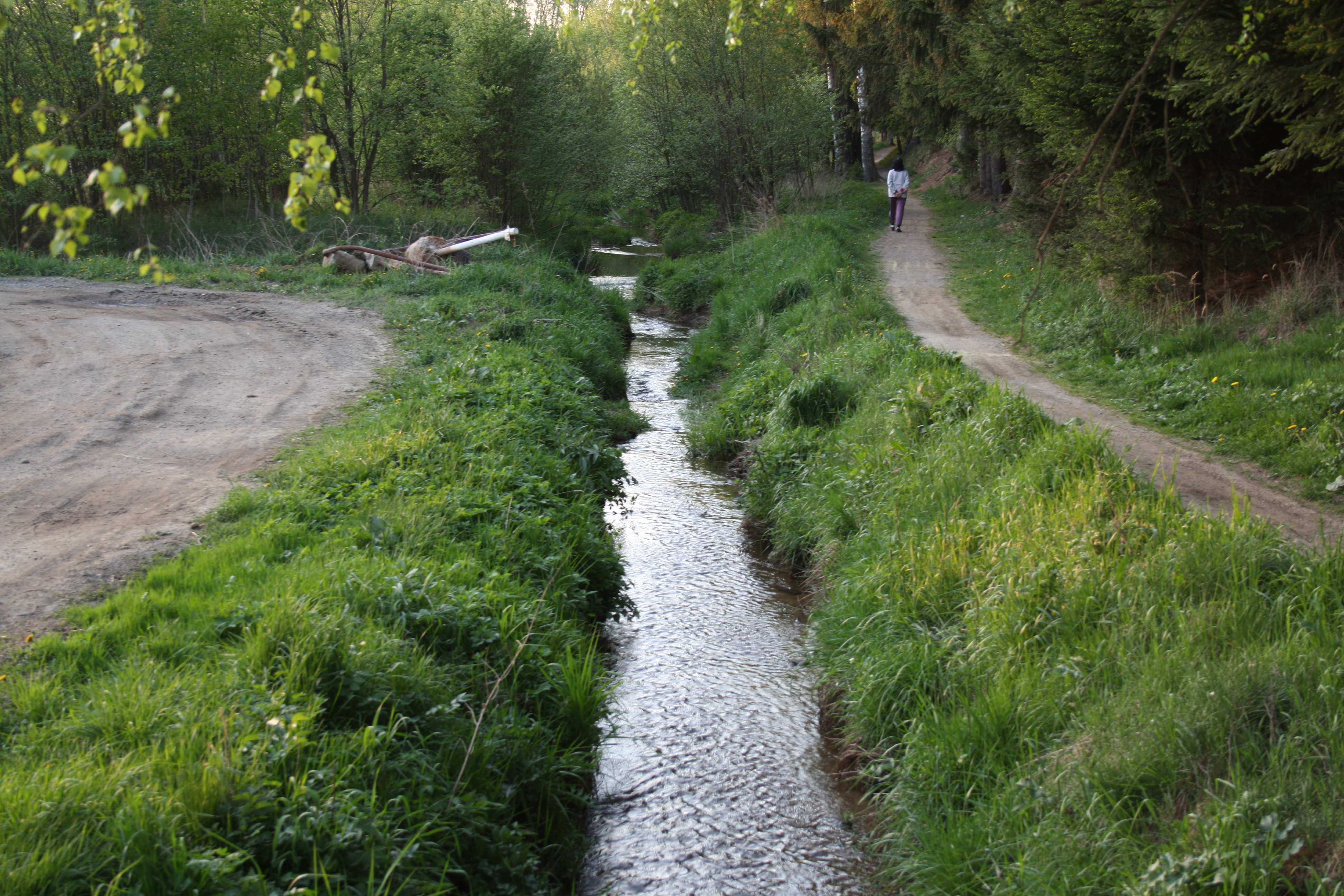
A Jihlávka folyó
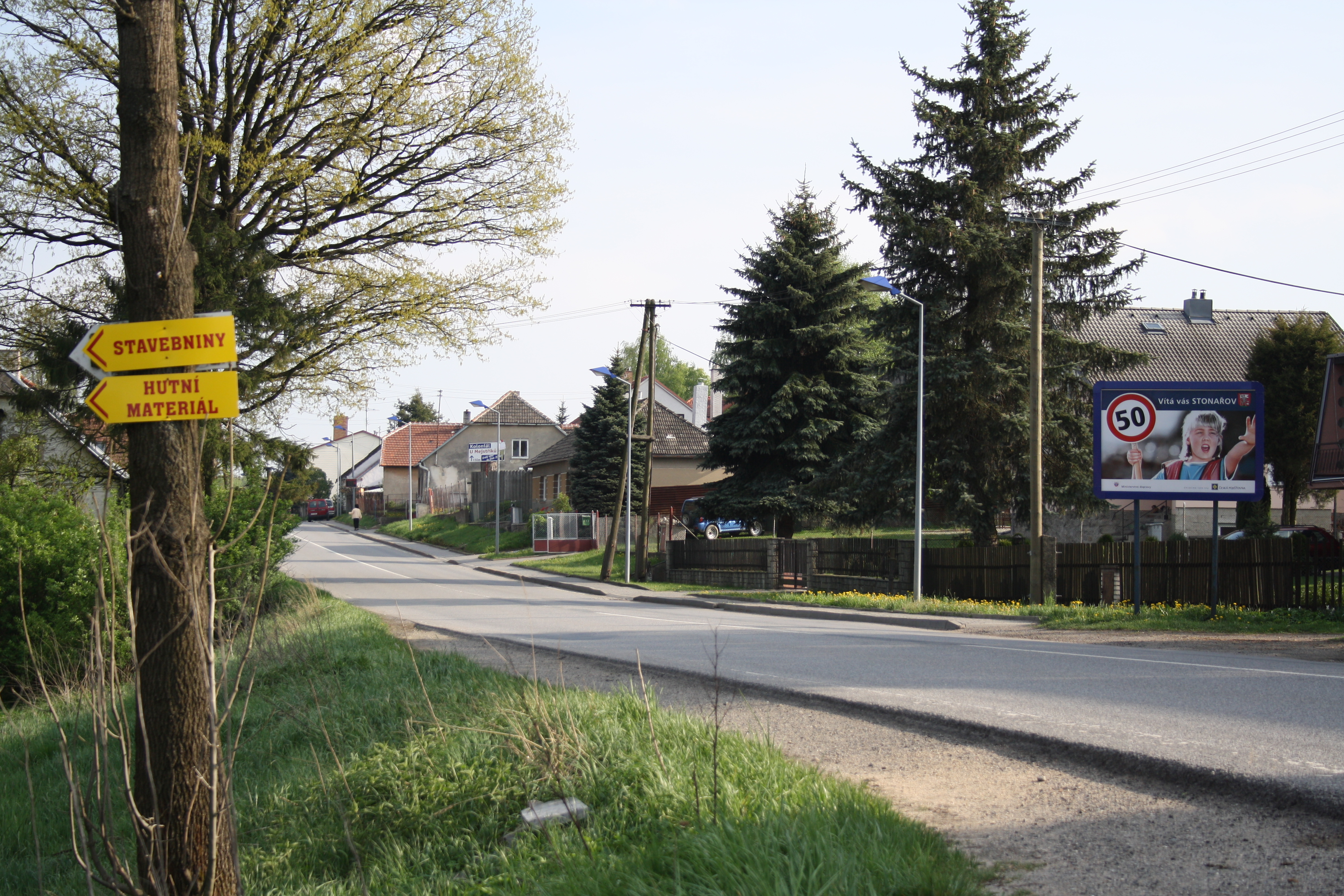
A 38-as út a városban

## Fordítás
- Ez a szócikk részben vagy egészben a Stonařov című angol Wikipédia-szócikk ezen változatának fordításán alapul.  Az eredeti cikk szerkesztőit annak laptörténete sorolja fel. Ez a jelzés csupán a megfogalmazás eredetét és a szerzői jogokat jelzi, nem szolgál a cikkben szereplő információk forrásmegjelöléseként.
- Ez a szócikk részben vagy egészben a Stonařov című angol Wikipédia-szócikk ezen változatának fordításán alapul.  Az eredeti cikk szerkesztőit annak laptörténete sorolja fel. Ez a jelzés csupán a megfogalmazás eredetét és a szerzői jogokat jelzi, nem szolgál a cikkben szereplő információk forrásmegjelöléseként.